# Sarah Uristová Greenová
Sarah Uristová Greenová (* 3. října 1977) je americká muzejní kurátorka a moderátorka pořadu The Art Assignment od PBS.

## Život a vzdělání
Greenová se narodila ve Washingtonu, D.C., a vyrostla v Birminghamu. Získala svůj bakalářský titul na Severozápadní univerzitě a magisterský titul z dějin umění na Kolumbijské univerzitě.

## Kariéra
Od roku 2007 pracovala Greenová jako kurátorka v Indianapoliském muzeu umění až do jejího odchodu v roce 2013. Greenová kurátovala výstavy jako "Andy Warhol Enterprises" nebo "Graphite", ale také pro muzeum získala velké množství uměleckých děl od současných umělců. Greenová byla také porotkyní pro kategorii 3D umělecké soutěže ArtPrize.

### The Art Assignment
Dne 20. února 2014 spustila Greenová společné se svým manželem Johnem Greenem online pořad The Art Assignment, ve kterém umělci povzbuzují diváky k napodobování jejich tvůrčích cvičení. Serie začala epizodami, které divákům představily několik současných umělců, kteří následně zadali divákům konkrétní umělecký projekt. V srpnu 2016 byla v Galerii 924 uspořádaná výstava nejlepších diváckých prací, které během pořadu vznikly. Jak se pořad vyvíjel, Greenová experimentovala s různými dalšími formáty, mezi které patří například "Art Cooking", kde ukazuje stravovací návyky známých umělců, jako je Salvador Dalí nebo Frida Kahlo, nebo "The Case For" videa, která se zaměřují na konkrétní umělce nebo umělecká díla, kde Greenová vysvětluje a analyzuje tyto práce a jejich dopad na umělecký svět.
Greenová adaptovala videa do knihy You Are an Artist: Assignments to Spark Creation, která vyšla v roce 2020.

## Osobní život
Dne 21. května 2006 se tehdy Sarah Uristová vdala za spisovatele vloggera Johna Greena, společně mají dvě děti: Henryho a Alice.